# Mogadiscio City Club
Maillots
Le Mogadiscio City Club (en arabe : نادي مدينة مقديشو), plus couramment abrégé en Mogadiscio CC, est un club somalien de football fondé en 1993 et basé à Mogadiscio, la capitale du pays.

## Histoire
Le Banaadir Sports Club est renommé Mogadiscio City Club en 2019.

### Rivalité
Le Mogadiscio CC entretient une rivalité avec l'autre équipe de la capitale, à savoir le Elman FC. Le match entre les deux équipes est appelé le « Derby de Mogadiscio ».

## Palmarès
| \| - Championnat de Somalie (8) : - Champion : 1998-99, 2005-06, 2008-09, 2009-10, 2013-14 et 2015-16, 2020. - Vice-champion : 2014-15, 2016-17, 2018 et 2025. - Coupe de Somalie (2) : - Vainqueur : 2011-12 et 2018. - Finaliste : 2015-16 et 2019. \| \| - Supercoupe de Somalie (1) : - Vainqueur : 2016. - Finaliste : 2013, 2014 et 2018. \| |  |                                                                                     |
| - Championnat de Somalie (8) : - Champion : 1998-99, 2005-06, 2008-09, 2009-10, 2013-14 et 2015-16, 2020. - Vice-champion : 2014-15, 2016-17, 2018 et 2025. - Coupe de Somalie (2) : - Vainqueur : 2011-12 et 2018. - Finaliste : 2015-16 et 2019.                                                                                                 |  | - Supercoupe de Somalie (1) : - Vainqueur : 2016. - Finaliste : 2013, 2014 et 2018. |

## Personnalités du club

### Présidents du club
- Omar Qassim
- Abdi Ahmed
- Abuukar Husein Mohammed

### Entraîneurs du club
- Mustafe Hassan
- Mohamed Mistiri Lamjed